# Список рекордов посещаемости шоу профессионального рестлинга

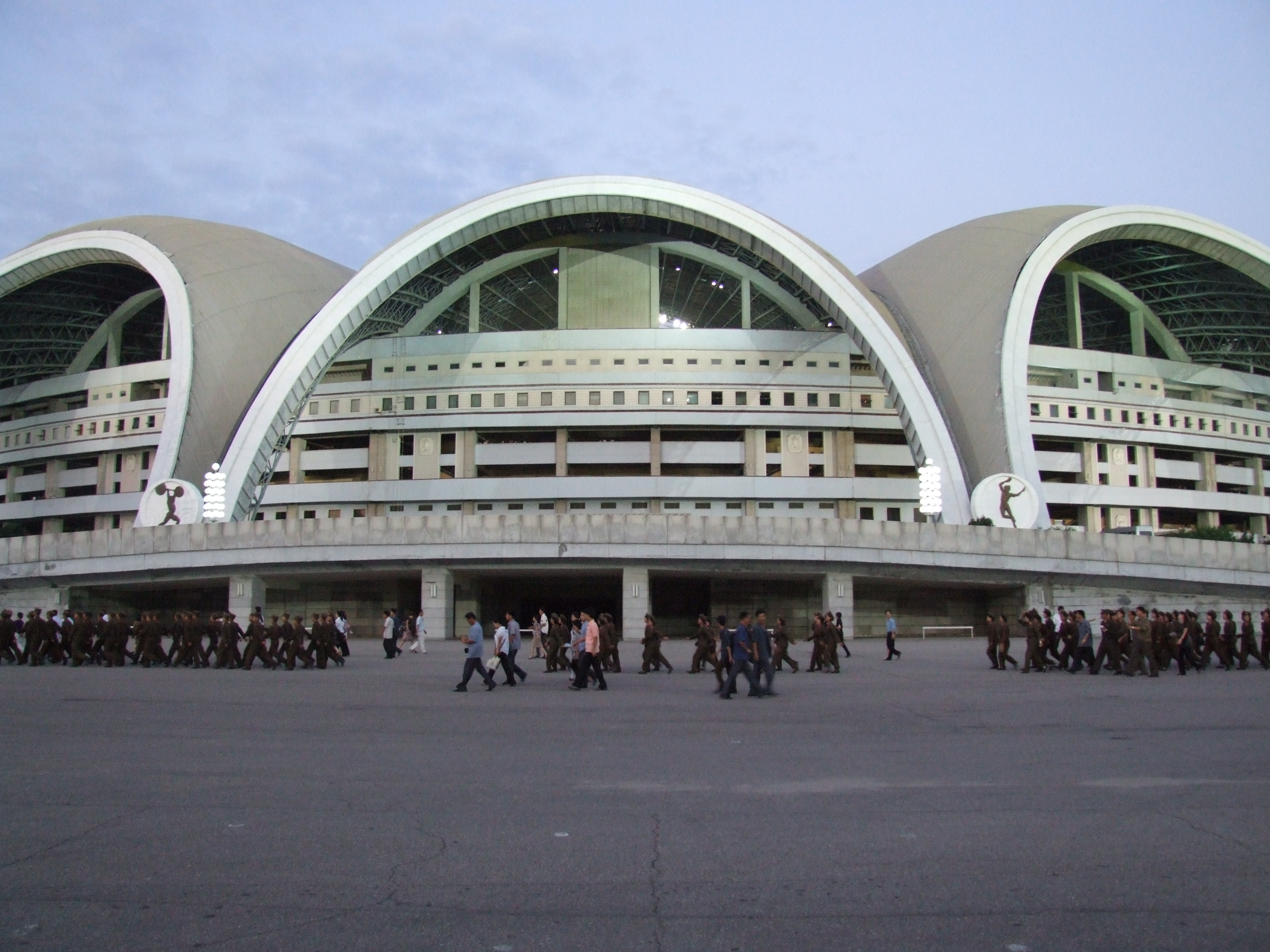
Стадион Первого мая на котором проходило двухдневное шоу Collision in Korea, организованное двумя реслинг-промоушенами NJPW и WCW, которое прошло 28–29 апреля 1995 года. Второй день шоу на этом стадионе, собрал не менее 165 000 зрителей, что стал самым посещаемым рестлинг-шоу в индустрии реслинга за все время.

В этой статье описывается рекорды посещаемости зрителей присутствующих на профессиональных рестлинг-шоу. Наибольшее количество посещаймых шоу в данном списке было организовано крупнейшим  японским профессиональным реслинг-промоушеном New Japan Pro-Wrestling (NJPW).
Многие реслинг-промоушены которые проводят свои профессиональные мероприятия по реслингу, специально рекламируют их с завышенной посещаемостью зрителей только чисто "в развлекательных целях". Некоторые реслинг-шоу были убраны из списка статьи, поскольку их посещаемость не была полностью подтверждена  – например, в странах Индии и Пакистана где проводили многочисленные рестлинг-шоу вплоть до 1970 года, посещаемость этих мероприятий насчитывалась свыше 40 000 человек и достигнув своего пика в 1945 году, когда в индийском городе Лахор, состоялся поединок австрало-индийского борца Эмиль Чайя против пакистанского борца Хамида Пахалвана, где на шоу присутствовало 200 000 человек; однако существование данного поединка как численности зрителей, не было подтверждено.
В мире профессионального реслинга, одним из самых посещаемых живых шоу зрителями, является двухдневное шоу Collision in Korea  (рус. Столкновение в Корее). Оно было организованно (не без помощи Антонио Иноки) в Северной Корее двумя реслинг-промоушенами, японским NJPW и американским WCW, которое прошло 28 и 29 апреля 1995 года (в эфире американского телевидения оно вышло 4-го августа) на стадионе Первого мая . Шоу организованное двумя промоушенами стало самым посещаемым в истории индустрии реслинга и первым шоу реслинга, которое проходило в этой стране. Всего на двухдневном шоу с официально заявленной цифрой присутствовало 340000 человек. В первом и во втором дне, на шоу присутствовало от 150 000 до 190 000 зрителей. Однако журналист в области реслинга Дейв Мельтцер из информационного бюллетеня Wrestling Observer Newsletter утверждает что цифры на шоу были слега преувеличены. На самом деле, на двухдневном шоу присутствовало всего 320000 зрителей и фактическая посещаемость обоих дней составляет от 150 000 до 165 000 зрителей. Тем не менее, второй день Collision in Korea мейн-ивентом корого был матч Антонио Иноки против Рика Флэра остается одним из самых посещаемых шоу реслинга в прямом эфире за все время. Общепризнано, что многие зрители присутствовавшие на этом шоу, посещали его совершенно бесплатно.
В 2001 году после слияния промоушена WCW и всех ее активов, а также передача прав всей ее видеотеки другим реслинг-промоушеном WWE, в данной компании редко упоминают это мероприятие, как самое посещаемое шоу в истории реслинга. Само шоу отсутствует на стриминговым сервисе WWE Network, несмотря на то, что на сервисе было загружено почти все остальные архивные шоу и еженедельники записанные от WCW. По словам бывшего вице-президента и букера WCW Эрика Бишоффа и журналиста из WON Мельтцера, это может быть связано с тем, что WWE утверждает, что их шоу  1987 года Рестлмания III которое официально посетило 93 173 человека (на самом деле на шоу присутствовало всего 78 000 зрителей)  является одним из самых посещаемых шоу в истории профессионального рестлинга, и признание того, что их конкурент побил этот рекорд, повредило бы их имиджу.  3 апреля 2016 года на арене «Эй-ти-энд-ти Стэдиум» в городе Арлингтон, штат Техас, прошла WrestleMania 32 с официально заявленной цифрой 101 763 зрителя тем самым побив рекорд посещаемости предыдущей мании, однако журналист Мельтцер из WON утверждает что на шоу присутствовало всего 80 709 человек, но тем самым оно остается третьим по посещаемости шоу в истории реслинга. Председатель WWE Винс Макмэн позже признал, что рекорд «101 000 билетов не был полностью оплачен», а включала в себя «помощников и всё такое».
Примечание: Минимальная посещаемость в таблице - 40 000 человек.

(c) - чемпион на момент поединка

## Таблица рекордов посещаемости зрителей на реслинг-шоу
| Промоушен         | Шоу                                                                              | Местоположение                | Место проведения                                      | Фактическая посещаемость зрителей | Официально заявленная посещаемость зрителей | Главное событие | Заметки                                |
| ----------------- | -------------------------------------------------------------------------------- | ----------------------------- | ----------------------------------------------------- | --------------------------------- | ------------------------------------------- | --- | -------------------------------------- |
| NJPW / WCW        | Collision in Korea (2 день) 29 апреля 1995                                       | Пхеньян, КНДР                 | Стадион Первого мая                                   | 165,000                           | 190,000                                     | Антонио Иноки против Рика Флэра | [ 7 ]                                  |
| NJPW / WCW        | Collision in Korea (1 день) 28 апреля 1995                                       | Пхеньян, КНДР                 | Стадион Первого мая                                   | 150,000                           | 165,000                                     | Синъя Хасимото (c) против Скотта Нортона в матче за титул Мирового чемпиона NJPW в тяжелом весе | [ 8 ]                                  |
| WWE               | WrestleMania 32 3 апреля 2016                                                    | Арлингтон, Техас, США         | Эй-ти-энд-ти Стэдиум                                  | 80,709                            | 101,763                                     | Трипл Эйч (c) против Романа Рейнса в матче за титул Мирового чемпиона WWE в тяжелом весе | [ Note 1 ] [ 1 ] [ 12 ] [ 13 ]         |
| —                 | Джим Лондос против Колы Квариани 22 октября 1933                                 | Афины, Греция                 | Стадион Панатинаикос                                  | 80,000+                           |                                             | Джим Лондос (c) против Колы Квариани в матче за титул World Heavyweight Championship (от промоушена National Wrestling Association) | [ Note 2 ] [ 14 ]                      |
| WWF               | SummerSlam 29 августа 1992                                                       | Лондон, Англия                | Стадио́н Уэ́мбли                                        | 78,927                            | 80,355                                      | Брет Харт (c) против Британского бульдога в матче за титул Интерконтинентального чемпиона WWF | [ Note 3 ] [ 15 ] [ 16 ]               |
| WWF               | WrestleMania III 29 марта 1987                                                   | Понтиак, Мичиган, США         | Понтиак Сильвердоум                                   | 78,000                            | 93,173                                      | Халк Хоган (c) против Андре Гиганта в матче за титул Мирового чемпиона WWF в тяжелом весе | [ 17 ]                                 |
| WWE               | WrestleMania 23 1 апреля 2007                                                    | Детройт, Мичиган, США         | Форд Филд                                             | 74,687                            | 80,103                                      | Джон Сина (c) против Шона Майклза в матче за титул Чемпиона WWE | [ 9 ] [ 18 ]                           |
| AEW               | All In 27 августа 2023                                                           | Лондон, Англия                | Стадио́н Уэ́мбли                                        | 72,265                            | 81,035                                      | MJF (c) против Адама Коула в матче за титул Мирового чемпиона AEW | [ Note 4 ] [ 12 ] [ 19 ] [ 20 ] [ 21 ] |
| WWE               | Super Show-Down 6 октября 2018                                                   | Мельбурн, Виктория, Австралия | Мельбурн Крикет Граунд                                | 62,000                            | 70,309                                      | Трипл Эйч (в сопровождение Шона Майклза) против Гробовщика (в сопровождение Кейна) в матче по правилам без дисквалификаций | [ Note 5 ] [ 22 ] [ 23 ]               |
| WWE               | WrestleMania 29 7 апреля 2013                                                    | Ист-Ратерфорд, Нью-Джерси,США | Метлайф-стэдиум                                       | 68,900                            | 80,676                                      | Скала (c) против Джона Сины в матче за титул Чемпиона WWE | [ 9 ] [ 24 ] [ 25 ]                    |
| WWE               | WrestleMania 39 (2 день) 2 апреля 2023                                           | Инглвуд, Калифорния, США      | Софи-стэдиум                                          | 67,553                            | 81,395                                      | Роман Рейнс (c) против Коди Роудса в матче за титул Неоспоримого чемпиона Вселенной WWE (WWE) и (Вселенной) | [ 26 ]                                 |
| WWE               | WrestleMania 39 (1 день) 1 апреля 2023                                           | Инглвуд, Калифорния, США      | Софи-стэдиум                                          | 67,303                            | 80,497                                      | Братья Усо (Джей Усо и Джимми Усо) (c) против Кевина Оуэнса и Сэми Зейна в матче за титулы Неоспоримых командных чемпионов WWE (Raw) и (Smackdown)                                                                                           | [ 26 ]                                 |
| WWE               | WrestleMania XXIV 30 марта 2008                                                  | Орландо, Флорида, США         | Флорида Цитрус Боул                                   | 65,700                            | 74,635                                      | Эдж (c) против Гробовщика в матче за титул Мирового чемпиона в тяжелом весе | [ 9 ] [ 27 ]                           |
| WWE               | WrestleMania 38 (1 день) 2 апреля 2022                                           | Арлингтон, Техас, США         | Эй-ти-энд-ти Стэдиум                                  | 65,719                            | 77,899                                      | «Ледяная глыба» Стив Остин против Кевина Оуэнса | [ 28 ] [ 29 ]                          |
| WWE               | WrestleMania 38 (2 день) 3 апреля 2022                                           | Арлингтон, Техас, США         | Эй-ти-энд-ти Стэдиум                                  | 65,653                            | 78,453                                      | Роман Рейнс (c титулом - Вселенной ) против Брока Леснара (c титулом - WWE) в матче по правилам победитель забирает оба титула WWE и Вселенной                                                                                               | [ 28 ] [ 29 ]                          |
| —                 | Джим Лондос против Карла Збышко 9 декабря 1928                                   | Афины, Греция                 | Стадион Панатинаикос                                  | 65,000                            |                                             | Джим Лондос против Карла Збышко | [ 30 ]                                 |
| TPW               | Battle Entertainment (1 день) 23 июля 1996                                       | Атами, Япония                 | Atami Sun Beach                                       | 65,000                            |                                             | Абдулла Мясник и Бэнкэи Даикокубо против Кисины Кавабаты и Такаси Исикава | [ 31 ] [ 32 ]                          |
| WWE               | WrestleMania 33 2 апреля 2017                                                    | Орландо, Флорида, США         | Кэмпинг Уорлд Стэдиум                                 | 64,900                            | 75,245                                      | Роман Рейнс против Гробовщика в матче по правилам без дисквалификаций | [ 33 ] [ 34 ]                          |
| WWE               | WrestleMania XXVI 28 марта 2010                                                  | Глендейл, Аризона             | Стадион университета Финикса                          | 64,100                            | 72,219                                      | Гробовщик против Шона Майклза в матче без дисквалификации, где на кону стояла победная серия Гробовщика на WrestleMania против карьеры Шона Майклза                                                                                          | [ 9 ] [ 27 ]                           |
| WWE               | WrestleMania 35 7 апреля 2019                                                    | Ист-Ратерфорд, Нью-Джерси,США | Метлайф-стэдиум                                       | 63,000                            | 82,265                                      | Ронда Роузи (действующая чемпионка с бренда Raw) против Шарлотты Флэр (действующая чемпионка с бренда SmackDown) против Бекки Линч в матче тройной угрозы, где победитель забирает все. На кону стоят женские титулы брендов Raw и SmackDown | [ 35 ]                                 |
| WWE               | WrestleMania XXVIII 1 апреля 2012                                                | Майами-Гарденс, Флорида, США  | Хард Рок Стэдиум                                      | 62,400                            | 78,363                                      | Джон Сина против Скалы | [ 9 ] [ 36 ]                           |
| WWE               | Clash at the Castle (2022) 3 сентября 2022                                       | Кардифф, Уэльс                | Принципалити Стэдиум                                  | 62,296                            | 62,296                                      | Роман Рейнс (c) против Дрю Макинтайра за титул Неоспоримого чемпиона Вселенной WWE (WWE) и (Вселенной) | [ 37 ] [ 38 ]                          |
| WWE               | WrestleMania XXVII 3 апреля 2011                                                 | Атланта, Джорджия, США        | Джорджия Доум                                         | 61,846                            | 71,617                                      | Миз (c) против Джона Сины в матче за титул Чемпиона WWE | [ 9 ]                                  |
| WWF               | WrestleMania VI 1 апреля 1990                                                    | Торонто, Канада               | Скайдом                                               | 61,846                            | 67,678                                      | Халк Хоган (c титулом Чемпиона WWF в тяжелом весе) против Последнего Воина (c титулом Интерконтинентального чемпиона WWF) в матче по правилам, где победитель забирает оба титула                                                            | [ 9 ] [ 39 ]                           |
| WWF               | The Big Event 28 августа 1986                                                    | Торонто, Канада               | Канадский национальный выставочный стадион            | 61,470                            | 64,000                                      | Халк Хоган (c) против Пола Орндорффа в матче за титул Чемпиона WWF в тяжелом весе | [ 40 ]                                 |
| WWF               | WrestleMania X-Seven 1 апреля 2001                                               | Хьюстон, Техас,США            | Астродом                                              | 61,079                            | 67,925                                      | Скала (c) против «Ледяной Глыбы» Стива Остина в матче без дисквалификаций за титул Чемпиона WWF | [ 9 ] [ 41 ]                           |
| WWF               | WrestleMania X8 17 марта 2002                                                    | Торонто, Канада               | Скайдом                                               | 61,069                            | 68,237                                      | Крис Джерико (c) против Трипл Эйча в матче за титул Неоспоримого чемпиона WWF | [ 9 ] [ 42 ]                           |
| WWE               | WrestleMania XXX 6 апреля 2014                                                   | Новый Орлеан, Луизиана, США   | «Мерседес-Бенз Супердоум                              | 59,500                            | 75,167                                      | Рэнди Ортон (c) против Батисты против Дэниела Брайана в матче Тройной угрозы за титул Чемпиона WWE в тяжелом весе | [ Note 6 ] [ 43 ]                      |
| WWE               | WrestleMania 25 5 апреля 2009                                                    | Хьюстон, Техас, США           | Эн-ар-джи Стэдиум                                     | 58,200                            | 72,744                                      | Трипл Эйч (c) против Рэнди Ортона в матче за титул Чемпиона WWE |                                        |
| WWE               | WrestleMania 31 29 марта 2015                                                    | Санта-Клара, Калифорния, США  | Ливайс Стэдиум                                        | 57,800                            | 76,976                                      | Брок Леснар (c) против Романа Рейнса против Сета Роллинса в матче тройной угрозы за титул Чемпиона WWE в тяжелом весе | [ К 2 ] [ 45 ]                         |
| NJPW / UWFi       | NJPW vs. UWFi 9 октября 1995                                                     | Токио, Япония                 | Токио Доум                                            | 57,000                            |                                             | Кэйдзи Муто (c) против Нобухико Такады в матче за титул Чемпиона IWGP в тяжёлом весе | [ Note 7 ] [ 46 ]                      |
| NJPW              | Antonio Inoki Retirement Show 4 апреля 1998                                      | Токио, Япония                 | Токио Доум                                            | 57,000                            | 70,000                                      | Антонио Иноки против Дона Фрайя | [ 9 ] [ 47 ]                           |
| NJPW              | Battle Formation 29 апреля 1996                                                  | Токио, Япония                 | Токио Доум                                            | 55,000                            | 65,000                                      | Нобухико Такада(c) против Синъя Хасимото в матче за титул Чемпиона IWGP в тяжёлом весе | [ Note 8 ] [ 48 ] [ 49 ]               |
| NJPW / WCW        | Starrcade in Tokyo Dome 21 марта 1991                                            | Токио, Япония                 | Токио Доум                                            | 54,500                            |                                             | Тацуми Фудзинами (c титулом IWGP) против Рика Флэра (c титулом - NWA) в матче чемпион против чемпиона, где победитель матча забирает оба титула                                                                                              | [ К 3 ] [ 48 ] [ 53 ]                  |
| WWF               | WrestleMania VIII 5 апреля 1992                                                  | Индианаполис, Индиана, США    | Хузье доум                                            | 54,000                            | 62,167                                      | Халк Хоган против Сида Вишеса | [ 9 ]                                  |
| NJPW              | Do Judge!! 9 октября 2000                                                        | Токио, Япония                 | Токио Доум                                            | 54,000                            |                                             | Тосиаки Кавада против Кэнсукэ Сасаки | [ 48 ] [ 54 ]                          |
| NJPW              | Super Fight in Tokyo Dome 10 февраля 1990                                        | Токио, Япония                 | Токио Доум                                            | 53,000                            |                                             | Антонио Иноки и Сейджи Сакагути против Масахиро Чоно и Синъя Хасимото | [ 48 ] [ 55 ]                          |
| NJPW              | Strong Style Symphony: New Japan Spirit 10 апреля 1999                           | Токио, Япония                 | Токио Доум                                            | 53,000                            |                                             | Кэйдзи Муто (c) против Дона Фрайя в матче за титул в матче за титул Чемпиона IWGP в тяжёлом весе | [ 48 ] [ 56 ]                          |
| NOAH              | Destiny 18 июля 2005                                                             | Токио, Япония                 | Токио Доум                                            |                                   | 62,000                                      | Тосиаки Кавада против Мицухару Мисава | [ 57 ]                                 |
| NJPW              | Indicate of Next 8 октября 2001                                                  | Токио, Япония                 | Токио Доум                                            |                                   | 61,500                                      | Дзюн Акияма и Юдзи Нагата против BATT (Хироси Хасэ и Кэйдзи Муто) | [ 58 ]                                 |
| NJPW              | Battle Formation 12 апреля 1997                                                  | Токио, Япония                 | Токио Доум                                            |                                   | 60,500                                      | Синъя Хасимото против Наоя Огава | [ 59 ]                                 |
| WWF               | Royal Rumble 19 января 1997                                                      | Сан-Антонио, Техас, США       | Аламодом                                              |                                   | 60,447                                      | Психо Сид (c) против Шона Майклза в матче за титул в матче за титул Чемпиона WWF в тяжелом весе | [ 60 ]                                 |
| UWF               | U-Cosmos 29 ноября 1989                                                          | Токио, Япония                 | Токио Доум                                            |                                   | 60,000                                      | Акира Маэда против Вилли Вильгельм в гиммиковом матче рестлер против дзюдоиста | [ 61 ]                                 |
| NJPW              | Dome Impact 7 апреля 2000                                                        | Токио, Япония                 | Токио Доум                                            |                                   | 60,000                                      | Синъя Хасимото против Наоя Огава | [ 54 ]                                 |
| WWE               | Greatest Royal Rumble 27 апреля 2018                                             | Джидда, Саудовская Аравия     | Король Абдалла Спортс Сити                            |                                   | 60,000                                      | Величайший Королевский матч с участием 50 рестлеров | [ 62 ]                                 |
| AJPW              | 25th Anniversary Show 1 мая 1998                                                 | Токио, Япония                 | Токио Доум                                            |                                   | 58,300                                      | Мицухару Мисава (c) против Тосиаки Кавады за титул Чемпиона Тройной короны в тяжёлом весе | [ 63 ]                                 |
| NOAH              | Departure 10 июля 2004                                                           | Токио, Япония                 | Токио Доум                                            |                                   | 58,000                                      | Кэнта Кобаси (c) против Дзюна Акиямы за титул Чемпиона GHC в тяжелом весе | [ 64 ]                                 |
| NJPW              | Toukon Memorial Day 2 мая 2002                                                   | Токио, Япония                 | Токио Доум                                            |                                   | 57,000                                      | Масахиро Чоно против Мицухару Мисавы | [ 65 ]                                 |
| WWE               | Global Warning 10 августа 2002                                                   | Мельбурн, Австралия           | Колониал Стэдиум                                      |                                   | 56,734                                      | Скала (c) против Трипл Эйча против Брока Леснара в матче Тройной угрозы за титул Неоспоримого чемпиона WWE | [ 66 ]                                 |
| NJPW              | Wrestling Dontaku in Fukuoka Dome 3 мая 1993                                     | Фукуока, Япония               | Фукуока Доум                                          | 55,000                            |                                             | Антонио Иноки и Тацуми Фудзинами против Гениширо Тенрую и Рики Тёсю | [ 67 ]                                 |
| NJPW              | Final Power Hall in Tokyo Dome 4 января 1998                                     | Токио, Япония                 | Токио Доум                                            | 55,000                            | 65,000                                      | Кэнсукэ Сасаки (c) против Кэйдзи Муто за титул Чемпиона IWGP в тяжёлом весе | [ 47 ]                                 |
| AJPW              | Giant Baba Memorial Show 2 мая 1999                                              | Токио, Япония                 | Токио Доум                                            | 55,000                            |                                             | Вейдер (c) против Мицухару Мисавы за титул Чемпиона Тройной короны в тяжёлом весе | [ 68 ]                                 |
| NJPW              | Ultimate Crush 2 мая 2003                                                        | Токио, Япония                 | Токио Доум                                            |                                   | 55,000                                      | Юдзи Нагата (c титлом IWGP) против Ёсихиро Такаямы (c титулом NWF) в матче чемпион против чемпиона где победитель забирает все | [ 69 ]                                 |
| WWE               | WrestleMania XIX 30 марта 2003                                                   | Сиэтл, Вашингтон, США         | Сэфико-филд                                           |                                   | 54,097                                      | Курт Энгл (c) против Брока Леснара в матче за титул Чемпиона WWE | [ 70 ]                                 |
| NJPW / UWFi       | Wrestling World 1996 4 января 1996                                               | Токио, Япония                 | Токио Доум                                            | 54,000                            | 64,000                                      | Кэйдзи Муто (c) против Нобухико Такада в матче за титул Чемпиона IWGP в тяжёлом весе | [ 71 ] [ 72 ]                          |
| NJPW / WCW        | Fantastic Story in Tokyo Dome 4 января 1993                                      | Токио, Япония                 | Токио Доум                                            | 53,500                            | 63,500                                      | Гениcиро Тенрую против Рики Тесю | [ 73 ] [ 74 ]                          |
| NJPW              | Wrestling World 2000 4 января 2000                                               | Токио, Япония                 | Токио Доум                                            | 53,500                            | 63,500                                      | Гениcиро Тенрую (c) против Кэнсукэ Сасаки в матче за титул Чемпиона IWGP в тяжёлом весе | [ 75 ]                                 |
| NJPW / WCW        | Wrestling Dontaku in Fukuoka Dome 1 мая 1994                                     | Фукуока, Япония               | Фукуока Доум                                          | 53,000                            | 53,500                                      | Антонио Иноки против Великий Мута | [ 76 ]                                 |
| NJPW              | Strong Style Evolution 3 мая 1997                                                | Осака,Япония                  | Осака Доум                                            | 53,000                            |                                             | Синъя Хасимото (c) против Наои Огавы в матче за титул Чемпиона IWGP в тяжёлом весе | [ 77 ]                                 |
| WWE               | Elimination Chamber: Perth 24 февраля 2024                                       | Перт, Австралия               | Оптус стэдиум                                         |                                   | 52,590                                      | Рея Рипли (c) против Наи Джакс в матче за титул Мировой чемпионки среди женщин |                                        |
| NJPW              | Battle 7 4 января 1995                                                           | Токио, Япония                 | Токио Доум                                            | 52,500                            | 62,500                                      | Синъя Хасимото (c) против Кэнсукэ Сасаки в матче за титул Чемпиона IWGP в тяжёлом весе | [ 78 ] [ 79 ]                          |
| NJPW / BJW        | Wrestling World 1997 4 января 1997                                               | Токио, Япония                 | Токио Доум                                            | 52,500                            | 62,500                                      | Синъя Хасимото (c) против Рики Тёсю в матче за титул Чемпиона IWGP в тяжёлом весе | [ 80 ]                                 |
| NJPW              | Wrestling World 1999 4 января 1999                                               | Токио, Япония                 | Токио Доум                                            | 52,500                            | 62,500                                      | Скотт Нортон (c) против Кэйдзи Муто в матче за титул Чемпиона IWGP в тяжёлом весе | [ 81 ]                                 |
| WWE               | Royal Rumble 29 января 2017                                                      | Сан-Антонио, Техас, США       | Аламодом                                              |                                   | 52,020                                      | Королевский матч с участием 30 рестлеров | [ 82 ]                                 |
| FMW               | 5th Anniversary Show 5 мая 1994                                                  | Кавасаки, Канагава, Япония    | Кавасаки Стэдиум                                      |                                   | 52,000                                      | Ацуси Оонита против Геничиро Тенрую, в матче по правилам в металлической клетки со взрывчатками и обмотанной колючей проволокой | [ 83 ]                                 |
| NJPW              | Wrestling World 2001 4 января 2001                                               | Токио, Япония                 | Токио Доум                                            | 52,000                            | 62,000                                      | Кэнсукэ Сасаки против Тосиаки Кавада в финальном матче за вакантный титул Чемпиона IWGP в тяжёлом весе | [ 84 ]                                 |
| NJPW              | Wrestling World 2002 4 января 2002                                               | Токио, Япония                 | Токио Доум                                            |                                   | 51,500                                      | Дзюн Акияма (c) против Юдзи Нагата в матче за титул GHC Heavyweight Championship | [ 85 ]                                 |
| WWE               | SummerSlam 5 августа 2023                                                        | Детройт, Мичиган, США         | Форд Филд                                             | 51,477                            | 59,194                                      | Роман Рейнс (c) против Джея Усо в матче по правилам «Племенной бой» (без дисквалификации) за неоспоримое чемпионство Вселенной WWE и признание «Вождём племени»                                                                              | [ 86 ]                                 |
| WWE               | SummerSlam 21 августа 2021                                                       | Лас-Вегас, Невада, США        | Аллигант Стэдиум                                      |                                   | 51,326                                      | Роман Рейнс (c) против Джона Сины в матче за титул Чемпиона Вселенной WWE | [ 87 ]                                 |
| —                 | Джим Лондонс против Динарли Мехмеда 2 августа 1936                               | Афины, Греция                 | Стадион Панатинаикос                                  | 50,000+                           |                                             | Джим Лондос против Динарли Мехмеда | [ Note 9 ] [ 14 ]                      |
| —                 | Джим Лондос против Йоханнеса ван дер Уолта 25 июля 1937                          | Афины, Греция                 | Стадион Панатинаикос                                  | 50,000+                           |                                             | Джим Лондос против Йоханнеса ван дер Уолта | [ Note 10 ] [ 14 ]                     |
| —                 | Джино Гарибальди против Полковника Ко Боло 1927                                  | Триест, Италия                | Неизвестно                                            | 50,000                            |                                             | Джино Гарибальди против Полковника Ко Боло | [ 30 ]                                 |
| WWF               | WWF at the Ohio State Fair 13 августа 1985                                       | Колумбус, Огайо, США          | Ярмарка штата Огайо                                   |                                   | 50,000                                      | Халк Хоган (c) против Большого Джона Стадда в матче за титул Чемпиона WWF в тяжелом весе | [ 88 ]                                 |
| NJPW / WCW        | Super Warriors in Tokyo Dome 4 января 1992                                       | Токио, Япония                 | Токио Доум                                            | 50,000                            | 60,000                                      | Тацуми Фуджинами (c титулом – IWGP) против Рики Тёсю (c титулом – Greatest 18) в матче Чемпион против Чемпиона, где победитель забирает оба титула                                                                                           | [ 53 ]                                 |
| —                 | Weekly Pro Wrestling Tokyo Dome Show 2 апреля 1995                               | Токио, Япония                 | Токио Доум                                            | 50,000                            | 60,000                                      | Синъя Хасимото против Масахиро Чоно | [ 89 ] [ 90 ]                          |
| FMW               | 6th Anniversary Show 5 мая 1995                                                  | Кавасаки, Канагава, Япония    | Кавасаки Стэдиум                                      | 50,000                            | 58,250                                      | Ацуси Оонита (c) против Хаябусы в матче по правилам в металлической клетки со взрывчатками и обмотанной колючей проволокой за титул FMW Brass Knuckles Heavyweight Championship                                                              | [ 91 ]                                 |
| NJPW              | The Spiral 14 октября 2002                                                       | Токио, Япония                 | Токио Доум                                            |                                   | 50,000                                      | Юдзи Нагата (c) против Кадзуюки Фудзита в матче за титул Чемпиона IWGP в тяжёлом весе | [ 85 ]                                 |
| NJPW              | Nexess 3 мая 2004                                                                | Токио, Япония                 | Токио Доум                                            |                                   | 50,000                                      | Боб Сапп (c) против Синсукэ Накамуры в матче за титул Чемпиона IWGP в тяжёлом весе | [ 92 ]                                 |
| WWE               | Tribute to the Troops 11 декабря 2010                                            | Киллин, Техас, США            | Форт-Кавасос                                          |                                   | 50,000                                      | Джон Сина, Рей Мистерио, и Рэнди Ортон против Альберто Дель Рио, Уэйда Барретта, и Миза | [ 93 ]                                 |
| CWE               | The Great Khali Returns (2 день) 28 февраля 2016                                 | Дехрадун, Индия               | Международный стадион для крикета имени Раджива Ганди |                                   | 50,000                                      | Броуди Стил (c) против Великого Кали в матче за титул CWE World Heavyweight Championship | [ 2 ]                                  |
| FMW               | Barbed Wire Deathmatch Tournament 17 августа 1991                                | Токио, Япония                 | Торису Стэдиум                                        |                                   | 48,221                                      | Ацуси Онита против Самбо Асако в финале турнира в матче по правилам без взрывающейся веревки и колючей проволоки | [ 94 ]                                 |
| WWE               | Royal Rumble 27 января 2019                                                      | Финикс, Аризона, США          | Чейз-филд                                             |                                   | 48,193                                      | Королевский матч с участием 30 рестлеров | [ 95 ]                                 |
| AAA               | Triplemanía 30 апреля 1993                                                       | Мехико, Мексика               | Пласа Мексико                                         | 48,000+                           |                                             | Чьен Карас против Коннана матч на выбывание 2 из 3 удержаний | [ Note 11 ] [ 96 ]                     |
| TVC               | Врач-убийца против Гардения Дэвис 3 октября 1954                                 | Гвадалахара, Мексика          | Арена для боя быков Эль Прогресо                      | 48,000                            |                                             | Врач-убийца против Гардения Дэвис | [ 97 ]                                 |
| NJPW              | Battlefield 4 января 1994                                                        | Токио, Япония                 | Токио Доум                                            | 48,000                            | 62,000                                      | Антонио Иноки против Гениширо Тенрую | [ 98 ]                                 |
| NJPW              | Wrestling Dontaku in Fukuoka Dome 3 мая 1995                                     | Фукуока, Япония               | Фукуока Доум                                          | 48,000                            | 52,500                                      | Синъя Хасимото (c) против Кэйдзи Муто в матче за титул Чемпиона IWGP в тяжёлом весе | [ 99 ]                                 |
| NJPW              | Jingu Climax 28 августа 1999                                                     | Токио, Япония                 | Дзингу Стэдиум                                        |                                   | 48,000                                      | Великий Муто против Великого Ниты в матче по правилам Никаких канатов, только взрывающейся колючая проволока и взрывоопасные заграждения, смертельная схватка с наземными минами                                                             | [ 56 ]                                 |
| NJPW              | Final Dome 11 октября 1999                                                       | Токио, Япония                 | Токио Доум                                            | 48,000                            | 58,500                                      | Наоя Огава (c) против Синъи Хасимоты в матче за титул Мировое чемпионство NWA в тяжелом весе | [ 100 ]                                |
| NJPW              | Ultimate Crush II 13 октября 2003                                                | Токио, Япония                 | Токио Доум                                            |                                   | 47,000                                      | Ёсихиро Такаяма, Кадзуюки Фудзита, Боб Сапп, Минору Судзуки и Синсукэ Накамура против Хироси Танахаси, Манабу Наканиси, Юдзи Нагата, Хироёси Тэндзян и Сейджи Сакагути в командной матче 5 на 5 на выбывание                                 | [ 101 ]                                |
| UWFi              | Pro-Wrestling World Championship: Takada vs. Vader 5 декабря 1993                | Токио, Япония                 | Дзингу Стэдиум                                        |                                   | 46,168                                      | Нобухико Такада (c) против Супер Вейдара в матче за титул Pro-Wrestling World Heavyweight Championship | [ 102 ]                                |
| NJPW              | Toukon Festival: Wrestling World 2005 4 января 2005                              | Токио, Япония                 | Токио Доум                                            |                                   | 46,000                                      | Хироси Танахаси (c) против Синсукэ Накамуры в матче за титул IWGP U-30 Openweight Championship | [ 103 ]                                |
| AJPW              | 2nd Wrestle-1 19 января 2003                                                     | Токио, Япония                 | Токио Доум                                            |                                   | 45,371                                      | Боб Сапп против Эрнесто Хоста | [ 104 ]                                |
| NJPW              | Антонио Иноки против Бэд Нью Эллиана 15 августа 1984                             | Исламабад, Пакистан           | Almin Sports Center                                   |                                   | 45,000                                      | Антонио Иноки против Бэд Нью Эллиана | [ 3 ]                                  |
| NJPW              | Rising the Next Generations in Osaka Dome 8 августа 1998                         | Осака, Япония                 | Осака Доум                                            |                                   | 45,000                                      | Тацуми Фуджинами (c) против Масахиро Чоно в матче за титул Чемпиона IWGP в тяжёлом весе | [ 105 ]                                |
| NJPW              | Battle Satellite in Tokyo Dome 24 апреля 1989                                    | Токио, Япония                 | Токио Доум                                            | 43,800                            | 53,600                                      | Антонио Иноки (c) против Шота Чочишвили в матче по правилам смешанных единоборств за титул WWF World Martial Arts Heavyweight Championship                                                                                                   | [ 107 ] [ 108 ]                        |
| NJPW              | The Four Heaven in Nagoya Dome 10 августа 1997                                   | Нагоя, Япония                 | Нагоя Доум                                            | 43,500                            |                                             | Синъя Хасимото (c) против Хироёси Тэндзяна матче за титул Чемпиона IWGP в тяжёлом весе | [ 109 ]                                |
| AJPW / NJPW / WWF | The US/Japan Wrestling Summit 13 апреля 1990                                     | Токио, Япония                 | Токио Доум                                            | 43,000                            | 53,742                                      | Халк Хоган против Стэна Хэнсена | [ 110 ]                                |
| —                 | Inoki Bom-Ba-Ye 31 декабря 2000                                                  | Осака, Япония                 | Осака Доум                                            |                                   | 42,753                                      | Антонио Иноки против Ренцо Грейси | [ 111 ]                                |
| WWE               | Royal Rumble 26 января 2020                                                      | Хьюстон, Техас, США           | Минут-мейд Парк                                       |                                   | 42,715                                      | Королевский матч с участием 30 рестлеров | [ 112 ]                                |
| SWS / WWF         | WrestleFest 30 марта 1991                                                        | Токио, Япония                 | Токио Доум                                            |                                   | 42,000                                      | Халк Хоган и Геничиро Тенрую против Легион судьбы (Ястреб и Зверь) | [ 113 ]                                |
| WWF               | Raw Is War 8 февраля 1999                                                        | Торонто, Канада               | Скайдоум                                              |                                   | 41,432                                      | Винс Макмэн, Кен Шемрок, Тест, Кейн, Чайна и Биг Босс Мен против «Ледяной глыбы» Стива Остина в гандикап-матче 6 против 1 на выбывание | [ 114 ]                                |
| WCW               | Monday Nitro 6 июля 1998                                                         | Атланта,Джорджия,США          | Джорджия Доум                                         | 41,412                            | 39,000                                      | Голливуд Хоган (c) против Голдберга в матче за титул Мирового чемпиона WCW в тяжёлом весе | [ Note 12 ] [ 115 ] [ 116 ]            |
| TVC               | Медико Асесино против Тонина Джексона 28 февраля 1954                            | Гвадалахара, Мексика          | Арена для боя быков Эль Прогресо                      | 41,000                            |                                             | Медико Асесино против Тонина Джексона в матче по правилам Маска против волос | [ 97 ]                                 |
| FMW               | 4th Anniversary Show 5 мая 1993                                                  | Кавасаки, Канагава, Япония    | Кавасаки Стэдиум                                      |                                   | 41,000                                      | Ацуси Оонита против Терри Фанка в матче по правилам Смертельный поединок. Никаких канатов, только колючая проволоки со взрывчаткой и Бомбами замедленного действия                                                                           | [ 83 ]                                 |
| PWFG              | Stack of Arms 4 октября 1992                                                     | Токио, Япония                 | Токио Доум                                            |                                   | 40,800                                      | Масакацу Фунаки против Мориса Смита в матче по правилам Другой стиль боя | [ 117 ]                                |
| NJPW              | Wrestle Kingdom 14 (Day 1) 4 января 2020                                         | Токио, Япония                 | Токио Доум                                            |                                   | 40,008                                      | Кадзутика Окада (c) против Коты Ибуси в матче за титул Чемпиона IWGP в тяжёлом весе | [ 118 ]                                |
| —                 | Джим Лондос против Кэроля Збышко 2 декабря 1928                                  | Афины, Греция                 | Стадион Панатинаикос                                  | 40,000+                           |                                             | Джим Лондос против Кэроля Збышко | [ Note 13 ] [ 14 ]                     |
| —                 | Джим Лондос против Джима Райта 3 октября 1956                                    | Афины, Греция                 | Стадион Панатинаикос                                  | 40,000                            |                                             | Джим Лондос против Джима Райта | [ 14 ]                                 |
| AWA               | Braves Field Show 30 июля 1935                                                   | Бостон,Массачусетс, США       | Брэйвз Филд                                           | 40,000                            |                                             | Ед Дон Джордж (c) против Данно Махони в матче за титул AWA World Heavyweight Championship | [ 119 ]                                |
| NJPW              | Антонио Иноки против Акрама Пахалвана 12 декабря 1976                            | Карачи, Пакистан              | Национальный стадион, Карачи                          | 40,000                            | 50,000                                      | Антонио Иноки против Акрама Пахалвана | [ 3 ] [ 120 ]                          |
| NJPW              | Антонио Иноки против Билли Крашера 6 августа 1984                                | Пешавар,Пакистан              | Пешавар Стэдиум                                       |                                   | 40,000                                      | Антонио Иноки против Билли Крашера | [ 3 ]                                  |
| SWS / WWF         | SuperWrestle 12 декабря 1991                                                     | Токио, Япония                 | Токио Доум                                            |                                   | 40,000                                      | Генисиро Тенрую против Халка Хогана | [ 121 ]                                |
| NJPW              | Final Power Hall in Fukuoka Dome 2 ноября 1997                                   | Фукуока, Япония               | Фукуока Доум                                          | 40,000                            | 48,000                                      | Кэйдзи Муто и Масахиро Чоно против Тацуми Фудзинами и Генисиро Тенрую | [ 122 ]                                |
| NJPW              | Wrestling World 2004 4 января 2004                                               | Токио, Япония                 | Токио Доум                                            | 40,000                            | 53,000                                      | Синсукэ Накамура (c титулом - IWGP) против Ёсихиры Такаямы (c титулом NWF) в объеденном матче за оба титула | [ 123 ]                                |
| MPW               | Sendai Television Broadcasting Festival: Happy!! Juni*Land (Day 2) 5 ноября 2006 | Сендай, Япония                | Западный парк Сендай                                  |                                   | 40,000                                      | Кэнсукэ Синдзаки и Таро Нохаси против Есицунэ и Ружа | [ 124 ]                                |

## Заметки
1. ↑  80 709  - это фактическая посещаемость входных турникетов арены Эй-ти-энд-ти Стэдиум, согласно данным департамента полиции города Арлингтон, штат Техас; Официально заявленная посещаемость в 101 763 человек - это официально объявленная оценка промоушена WWE, включая неявки, бесплатные билеты, а также персонал и стюардесс.
2. ↑  Существуют различные отчеты о посещаемости данного мероприятия, цифры варьируются от 60 000 до 110 000 или 125 000 человек.
3. ↑  Фактическое оплаченное посещение SummerSlam 1992 составило 78 927 человек; общая посещаемость всего мероприятия составила 79 127 человек.
4. ↑  72 265 - это фактическая посещаемость турникетов стадиона Уэ́мбли, согласно данным Городского совета Брента Лондона; 81 035 - это отдельный показатель проданных билетов.
5. ↑  Хоть WWE объявила о 70 309 фанатах присутствующих на шоу Super ShowDown, однако Radio Wrestling Observer сообщает, что фактическая посещаемость шоу составляет около 62 000 фанатов.
6. ↑  «По сведениям WON на Рестлмании 2014 года в том же здании WWE объявили о официально объявленной посещаемости в 75 167 болельщиках, хотя фактическая посещаемость составляла от 60 000 до 65 000 человек, из которых только 59 500 были оплачены».
7. ↑  Объединенное шоу двух промоушенов New Japan/UWFI, прошедшее 10/9 в Tokyo Dome, установило абсолютный рекорд для профессионального рестлинга в размере более 6 миллионов долларов. [...] Переполненная арена в 67 000 человек, включая 2200 билетов на стоячие места, проданных в день шоу, была самой большой за все время проведенных мероприятий в закрытых помещениях в Токио.
8. ↑  Синъя Хасимото завоевал титул чемпиона IWGP в тяжелом весе у Нобухико Такады с помощью приема кросс армбрейкер,  став хедлайнером шоу Tokyo Dome 4/29, которое собрало вторую по величине аудиторию в истории японского рестлинга и, как считается, вторую по величине прямой трансляции в истории профессионального рестлинга. Кард шоу "Battle Formation 96-го года", собрал объявленную распродажу в 65 000 фанатов и выручку, которая должна была приблизиться к 6 миллионам долларов
9. ↑  Существуют различные отчеты о посещаемости данного мероприятия, где цифры варьируются от 50 000 до 60 000 человек.
10. ↑  Существуют различные отчеты о посещаемости данного мероприятия, цифры варьируются от 50 000 до 70 000 человек.
11. ↑  There are different reports on the attendance of the event with numbers ranging from 48,000 to 50,000.
12. ↑  Обще-заявленная посещаемость шоу составляет 41 412 человек. Фактическая посещаемость самого шоу было на ~5000 человек меньше, чем общая.
13. ↑  Существуют различные отчеты о посещаемости данного мероприятия, цифры варьируются от 40 000 до 50 000 или 65 000 человек.

## Комментарии
1. ↑  Не смотря на полный стадион и полную продажу билетов зрителям, многим из них в значительной степени было приказано присутствовать на шоу, что по мнению журналиста Мельтцера из WON является не совсем справедливым сравнением.[7]
2. ↑  Первоначально, матч на шоу был заявлен как матч Брока Леснара против Романа Рейнса за титул Чемпиона WWE в тяжелом весе, перед концом матча на арену выбежал Сет Роллинс с чемоданом Money in the Bank и тем самым сделав его матчем тройной угрозы, в котором он успешно использовал чемодан и стал чемпионом[44]
3. ↑  Концовка главного матча шоу Флера против Фудзинами в Соединенных Штатах и в Японии описывается по-разному. Во время шоу было объявлено что Рик Флэр представлен как Чемпион NWA, а не как чемпион WCW в тяжелом весе, однако в США утверждают что эти два чемпионских пояса представлены, как один чемпионский пояс. Комментаторы PPV Джим Росс и Тони Шавони заявили что в этом матче титул IWGP Фудзинами тоже стоит на кону, хотя во время представления об этом не упоминалось. Исход матча также был представлен японской публике по-другому: Фудзинами победил Флэра точным ударом (засчитано новым японским рефери Тайгером Хаттори, который заменил рефери NWA Билла Альфонсо, где тот был сбит с колеи) и таким образом, выиграв титул Чемпиона NWA в тяжелом весе. Однако сама титульная смена в США была просто проигнорирована, утверждая, что Фудзинами был дисквалифицирован за то, что перебросил Рика Флэра через верхний канат в то время, когда рефери Альфонсо был полностью нокаутирован, и, таким образом, победа ему не была засчитана. В более позднем матче-реванше между ними который состоялся на шоу SuperBrawl, Флэр вернул себе титул чемпиона NWA, но во всех промо-роликах, выпущенных от WCW, это было объявлено как успешная защита титула против Фудзинами [50][51][52]
4. ↑  Данный титул был создан 18 декабря 1978 года и был вручен основателю реслинг-промоушена NJPW Антонию Иноки основателем промоушена WWWF Винсентом Джей Макмэном по прибытии в Америку. Сам же титул оспаривался в шут-матчах, а матчи проводились исключительно в NJPW после того, как промоушен перестал быть связанным с WWF в 1985 году. 31 декабря 1989 года титул был упразднен.[106]